# Ḋ
Cette page contient des caractères spéciaux ou non latins. S’ils s’affichent mal (▯, ?, etc.), consultez la page d’aide Unicode.
Ḋ (minuscule : ḋ), appelé D point sucrit ou D point en chef, est un graphème utilisé dans l’écriture du galela ou du harari, et est utilisé dans la romanisation ISO 259 de l’hébreu. Il a été utilisé dans l’alphabet irlandais. Il s'agit de la lettre D diacritée d'un point suscrit.

## Utilisation

D point suscrit de l’écriture gaélique.

Le D point suscrit a été utilisé dans l’écriture de l’irlandais avec l’écriture gaélique. Le point indique la lénition de la consonne. Il est aujourd’hui écrit ‹ dh ›.
Le D point suscrit est utilisé dans la romanisation ISO 259 de l’hébreu pour transcrire le dalet avec daguech ‹ דּ ›.
Le D point suscrit est utilisé en galela dans les Moluques du Nord en Indonésie.
Il est déjà utilisé dans le dictionnaire de M.J. van Baarda publié en 1895.

## Représentations informatiques
Le D point suscrit peut être représenté avec les caractères Unicode suivants :
- précomposé (latin étendu additionnel) :

| forme     | représentation | chaîne de caractères | point de code | description                             |
| --------- | -------------- | -------------------- | ------------- | --------------------------------------- |
| capitale  | Ḋ              | Ḋ                    | U+1E0A        | lettre majuscule latine d point en chef |
| minuscule | ḋ              | ḋ                    | U+1E0B        | lettre minuscule latine d point en chef |

- décomposé (latin de base, diacritiques) :

| forme     | représentation | chaîne de caractères | point de code | description                                         |
| --------- | -------------- | -------------------- | ------------- | --------------------------------------------------- |
| capitale  | Ḋ              | D◌̇                   | U+0044 U+0307 | lettre majuscule latine d diacritique point en chef |
| minuscule | ḋ              | d◌̇                   | U+0064 U+0307 | lettre minuscule latine d diacritique point en chef |

Il peut aussi être représenté avec des anciens codages ISO/CEI 8859-14 :
- capitale Ḋ : A6
- minuscule ḋ : AB